# Ținutul lui Oz

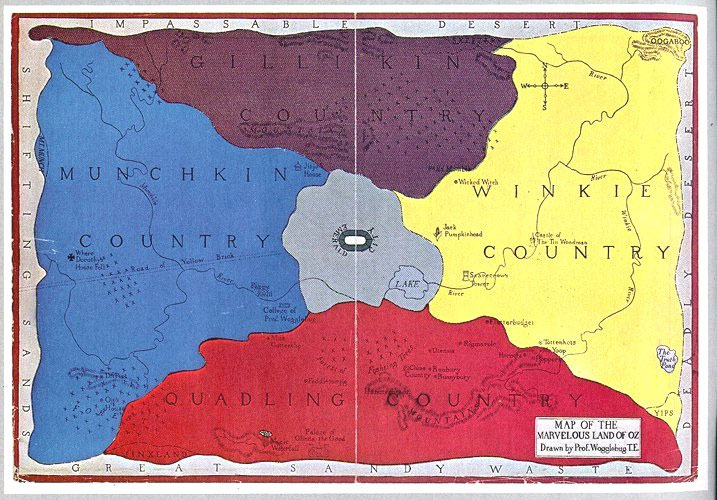
Harta ținutului lui Oz. (imagine în oglindă)

Oz este un ținut fictiv format din patru regiuni și condus de un monarh. Apare prima oară în cartea Vrăjitorul din Oz  (1900) de L. Frank Baum, fiind unul dintre numeroasele ținuturi create în cărțile acestui autor.
Oz are aproximativ o formă dreptunghiulară și este împărțit de-a lungul diagonalelor în patru țări: Munchkin în est, Winkie în vest, Gillikin în nord și Quadling în sud. În centru se află Orașul de Smarald, capitala ținutului Oz și cetatea de scaun a monarhului.